# Provincia di Bihar e Orissa
La provincia del Bihar e Orissa (in inglese: Bihar and Orissa Province) era una agenzia dell'India britannica. La sede della capitale local era posta a Patna. 
I territori vennero occupati dagli inglesi nel XVIII secolo e vennero inclusi poi dal XIX secolo nella presidenza del Bengala, la più grande provincia dell'India britannica.
Il 22 marzo 1912 le divisioni di Bihar e Orissa vennero separate dalla Presidenza del Bengala col nome unitario di Provincia di Bihar e Orissa. Il 1 aprile 1936, Bihar e Orissa divennero province separate.

## Storia

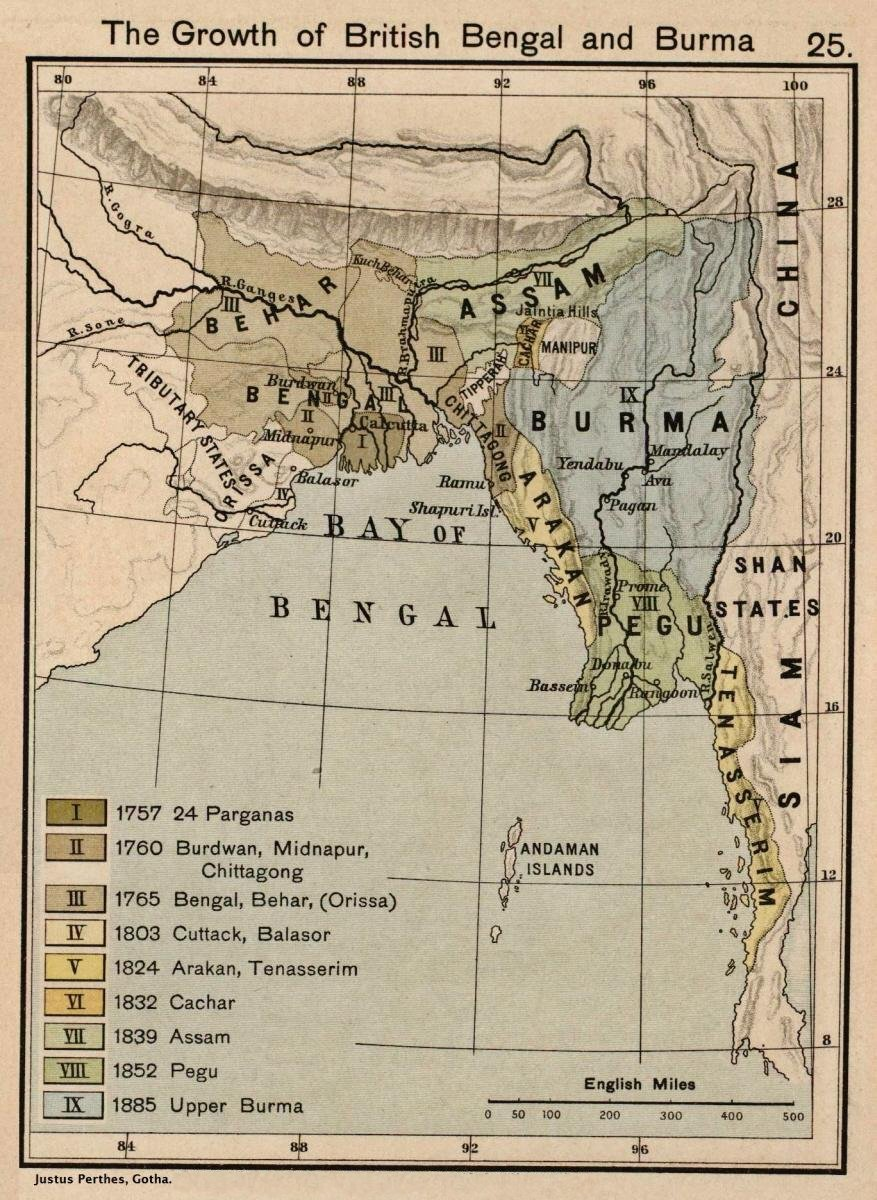
Bihar e Orissa in una mappa del 1907 dell'India britannica, prima della creazione della provincia.

Nel 1756 Bihar era parte del Bengala Subah nell'impero moghul mentre Orissa era un Subah a parte.
Il Trattato di Allahabad venne siglato il 16 agosto 1765, tra l'imperatore moghul Shah Alam II, figlio dell'ultimo sovrano Alamgir II, e Robert, Lord Clive, della Compagnia britannica delle Indie orientali, come conseguenza della battaglia di Buxar del 22 ottobre 1764. Il trattato definì de facto l'inizio dell'ingerenza inglese nella politica indiana. Sulla base dei termini dell'accordo, Alam concesse alla Compagnia britannica delle Indie orientali il diritto di raccogliere le tasse localmente per conto dell'imperatore nelle province orientali del Bengala, del Bihar e di Orissa.
Bihar e Orissa vennero separate dal Bengala il 22 marzo 1912, con Patna come capitale. Diversi stati principeschi locali, tra cui gli Stati tributari di Orissa, si trovavano sotto l'autorità del governatore provinciale.

### Diarchia (1921–1937)
Le riforme Montagu-Chelmsford del Government of India Act 1919 espansero il consiglio legislativo di Bihar e Orissa da 43 a 103 membri. Il consiglio legislativo era composto da 2 consiglieri esecutivi ex officio, 25 membri nominati (12 ufficiali e 13 non ufficiali) e 76 membri eletti (48 non musulmani, 18 musulmani, 1 europeo, 3 dal commercio e dall'industria, 5 proprietari terrieri e 1 dall'università locale). Le riforme introdussero inoltre il principio della diarchia secondo il quale alcune responsabilità come la gestione dell'agricoltura, della salute pubblica, dell'educazione e del governo locale, sarebbero state trasferite a ministri eletti.
| Nome                                  | Periodo                               | Dipartimento                                                       |
| ------------------------------------- | ------------------------------------- | ------------------------------------------------------------------ |
| Khan Bahadur Syed Muhammad Fakhruddin | gennaio 1921 - 6 maggio 1933          | Educazione, agricoltura, credito cooperativo, industrie, religione |
| Madhusudan Das                        | gennaio 1921 - 9 marzo 1923           | Autogoverno locale, salute pubblica, lavori pubblici               |
| Ganesh Dutt                           | marzo 1923 - fine della diarchia      | Autogoverno locale, salute pubblica, lavori pubblici               |
| Khan Bahadur Syed Muhammad Hussain    | 6 maggio 1933 - 24 dicembre 1933      | Educazione, agricoltura, credito cooperativo, industrie, religione |
| Syed Muhammad Abdul Aziz              | 15 gennaio 1934 - fine della diarchia | Educazione, agricoltura, credito cooperativo, industrie, religione |

### La divisione
Il 1 aprile 1936, la provincia venne divisa in provincia di Bihar (che includeva gli attuali stati di Bihar e Jharkhand) e provincia di Orissa, e gli stati di lingua odia posti sotto l'autorità dell'Agenzia degli stati orientali.

## Governors of Bihar and Orissa
Dal 1912 al 1920, la provincia ebbe un luogotenente governatore. Questo posto venne promosso al rango di governatore nel 1920, quando Satyendra Prasanna Sinha, I barone Sinha venne nominato.

### Luogotenenti governatori
- 1 aprile 1912 – 19 novembre 1915 Sir Charles Stuart Bayley (n. 1854 – m. 1935)
- 19 novembre 1915 –  5 aprile 1918 Sir Edward Albert Gait (1ª volta) (n. 1863 – m. 1950)
- 5 aprile 1918 – 12 luglio 1918 Sir Edward Vere Levinge (de facto) (n. 1867 – m. 1954)
- 12 luglio 1918 – 29 dicembre 1920 Sir Edward Albert Gait (2nd term) (s.a.)

### Governatori
- 29 dicembre 1920 – 29 novembre 1921 Satyendra Prasanna Sinha, I barone Sinha (n. 1864 – m. 1928)
- 29 novembre 1921 – 12 aprile 1922 Havilland Le Mesurier (de facto) (n. 1866 – m. 1931)
- 12 aprile 1922 –  7 aprile 1927 Sir Henry Wheeler (n. 1870 – m. 1950)
- 7 aprile 1927 –  7 aprile 1932 Sir Hugh Lansdowne Stephenson (n. 1871 – m. 1950)
- 7 aprile 1932 –  1 aprile 1936 Sir James David Sifton (n. 1878 – m. 1952)